# Jacobsenia kolbei
Jacobsenia kolbei är en isörtsväxtart som först beskrevs av L. Bol., och fick sitt nu gällande namn av L. Bol. och Schwant. Jacobsenia kolbei ingår i släktet Jacobsenia och familjen isörtsväxter. Inga underarter finns listade i Catalogue of Life.